# Padmé Amidala
Padmé Naberrie, mais conhecida por Padmé Amidala, é uma das principais personagens da trilogia prequela de Star Wars. Apareceu em: A Ameaça Fantasma, Ataque dos Clones e A Vingança dos Sith. Foi rainha do planeta Naboo e, mais tarde, Senadora da República Galáctica. Esposa do Jedi Anakin Skywalker (antes de ele ir para o Lado Sombrio da Força e tornar-se Darth Vader), com quem teve dois filhos, os gêmeos Luke Skywalker e Leia Organa, além de ser a sogra de Han Solo e, consequentemente, a avó materna de Ben Solo, o Kylo Ren. Foi interpretada pela atriz Natalie Portman.

## Etimologia
"Padmé" significa lótus, a flor sagrada do oriente, em sânscrito.

## Concepção e criação
Em rascunhos iniciais da história de Star Wars, "Leia é a filha de Owen Lars e de sua esposa Beru, e parece ser a prima de Luke. Juntos, eles visitam o túmulo de sua mãe, que morreu junto com seu pai em um planeta destruído pela Estrela da Morte." Em uma entrevista, George Lucas respondeu uma pergunta sobre o desenvolvimento de personagens como Obi-Wan Kenobi, Luke, e Leia; sua mãe não era um fator considerado:
A primeira [versão] falava sobre uma princesa e um velho general. A segunda versão envolvia um pai, seu filho, e sua filha; a filha era a heroína do filme. Agora a filha se tornou o Luke, o personagem de Mark Hamill.
O historiador do cinema Laurent Bouzereau diz que o segundo esboço do roteiro para o Retorno de Jedi continha um diálogo no qual Obi-Wan explicava a Luke que ele tinha uma irmã gêmea; ela e sua mãe foram "enviadas para a proteção de amigos em um sistema distante. A mãe morreu pouco tempo depois, e a irmã de Luke foi adotada pelos amigos de Ben, o governador de Alderaan e sua esposa." Lucas teria dito:
A parte que eu nunca desenvolvi é a morte da mãe de Luke e Leia. Eu tinha uma história de origem em primeiros rascunhos, mas ela [a história] basicamente não sobreviveu. Quando eu cheguei em [O Retorno de] Jedi, eu queria que um dos filhos tivesse alguma memória dela porque ela será uma figura chave nos novos episódios que eu estou escrevendo. Mas eu realmente me debati se Leia deveria lembrá-la ou não.

## Curta Trajetória Política
Padmé era política, tendo sido rainha de Naboo e senadora do Senado Galáctico, respectivamente. O mandato como rainha foi prolongado, de forma que Padmé reinou em seu planeta por oito anos. Ao fim do mandato, o povo clamou pela segunda reeleição, porém Padmé aceitou ocupar o cargo de senadora. Apaixonou-se e casou-se secretamente com o Jedi Anakin Skywalker, com quem teve dois filhos: os gêmeos Luke Skywalker e Leia Organa. Foi afastada do cargo de senadora devido à gravidez, vindo a falecer ainda jovem em decorrência de complicações após o parto dos gêmeos.

## A Ameaça Fantasma
Com apenas quinze anos, Padmé Amidala elege-se a rainha do planeta Naboo. É então obrigada a passar por um sofrimento quando seu planeta é bloqueado e invadido pela Federação do Comércio. Só escapa pela intervenção dos Jedi Qui-Gon Jinn e Obi-Wan Kenobi, que sugerem que ela fuja do planeta. O vice-rei da Federação, Nute Gunray, a mando de Darth Sidious, ordena os dróides-soldados capturarem Amidala para fazê-la assinar um tratado que legalizaria sua invasão ao planeta, o que não levantaria suspeitas à Federação.
Durante a fuga, o hiperpropulsor da nave real quebra. Tentando conseguir um novo, dirigem-se os fugitivos  ao planeta Tatooine, onde conhecem o jovem Anakin Skywalker. Anakin segue com eles até Coruscant; na nave, o garoto entrega a Amidala um colar que ele mesmo esculpira em lasca de "jabor". Em Coruscant, Amidala apela ao Senado por ajuda, depois decide voltar a seu planeta e acabar com a invasão.
A estratégia consistia de ir em diversas frentes - os gungans, nativos de Naboo, trariam o exército da Federação para longe da capital, onde Amidala e seus soldados tomariam o palácio de volta. Em certo ponto, Amidala e suas forças são capturados; mas são salvos pela aparição da ama e sósia de Padmé, Sabé. Ela que fez os guardas acreditarem que Amidala era a impostora, acompanhando-a e permitindo que ela e seus soldados controlem a situação. Nute Gunray não viu outra saída senão se render e desistir de seu tratado, após o exército da Federação ter sido expulso.

## Ataque dos Clones
Dez anos depois, Padmé é senadora de Naboo. Quando vai para Coruscant se pronunciar sobre os Separatistas - vários sistemas planetários que querem se separar da República - sofre um atentado, em que Cordé,  sua ama, é morta.
Para garantir a proteção de Amidala, o Chanceler Palpatine chama Anakin Skywalker para vigiar Amidala em Naboo. Lá, eles se apaixonam - o que é ruim para ambos, por ela ser política e ele, Jedi, a quem não é permitida a paixão.
Anakin tem um sonho com sua mãe, Shmi Skywalker, e resolve ir a Tatooine, onde ela morre. Mais tarde recebem uma mensagem de Obi-Wan Kenobi, em que ele informa-lhe que foi capturado em Geonosis. Mace Windu ordena a Anakin a ficar onde está, mas Padmé quer salvar Obi-Wan, e os dois partem junto com os robôs C-3PO e R2-D2. Lá, eles entram numa fábrica de dróides e são capturados pela segurança.
São mandados, juntos com Obi-Wan, para uma arena, onde monstros terríveis os matariam. Eles conseguem sobreviver e antes que a segurança seja mandada, os Jedi invadem a arena. Quando todos parecem que vão morrer, Yoda resgata-os com um exército de soldados clones. Ao final do filme, Anakin e Amidala casam-se secretamente em Naboo, com C-3PO e R2-D2 como testemunhas.

## A Vingança dosSith
Padmé Amidala descobre que está grávida e conta a Anakin. Este passa a ter visões em que ela morre no parto e se dispõe a fazer qualquer coisa para salvá-la. Ele se aproxima bastante do Chanceler Palpatine, que diz que somente passando para o Lado Sombrio da Força ele teria poder para salvá-la. Anakin acaba fazendo-o e ajuda Palpatine a matar o mestre Jedi Mace Windu.
Palpatine revela ser o Lorde Sith Darth Sidious e cria o Império Galáctico. Anakin, agora nomeado Darth Vader, ataca o Templo Jedi e mata todos que estão lá, incluindo as crianças. Obi-Wan Kenobi descobre-o e o conta à Padmé, que não o crê. Ele pergunta-lhe sobre o paradeiro de Anakin, mas Padmé mente evasivamente.
Ela vai a Mustafar, preocupada com Anakin; Obi-Wan vai escondido em sua nave. Chegando lá, ela descobre a verdade e atordoa-se, dizendo que não reconhece mais Anakin. Este tenta convencê-la de que ele está fazendo o bem, então Obi-Wan sai da nave de Padmé, o que faz Anakin concluir que estava sendo traído. Ele então usa a Força para enforcar sua esposa com toda sua fúria. Obi-Wan ordena a Anakin que a largue, ele lhe obedece e Padmé desmaia.
Ela é levada para Polis Massa - nome em homenagem ao filme: 2001 - Uma Odisséia no Espaço, onde os médicos-dróides a examinam e descobrem que está grávida de gêmeos. Ela os chama de Luke e Leia. Padmé, mesmo não tendo nenhuma complicação pós-parto, morre (um dos médicos-dróides diz que ela simplesmente não queria mais viver). Antes de morrer, ela diz a Obi-Wan que acreditava que ainda havia bondade em Anakin. Foi enterrada em Naboo, seu planeta natal, e em suas mãos levava o colar que Anakin havia feito para ela quando era criança e em sua barriga, um acolchoado simbolizando a morte dos bebês, para que o pai biológico acreditasse que também haviam morrido.

## O Retorno de Jedi
O último filme da trilogia original faz alusão à personagem. Enquanto estão na aldeia dos ewoks na lua florestal de Endor, Luke Skywalker pergunta a Leia Organa se ela lembra de sua "mãe real". Leia responde "Quando ela morreu, eu era muito jovem", e também diz que "ela foi muito gentil...linda...mas triste", enquanto Luke confessa não ter lembranças de sua mãe. No entanto, é quase certo de que Leia estivesse referindo-se a sua mãe adotiva (esposa de Bail Organa, Breha).

## Universo Legends (Lendas)
Padmé aparece em romances e quadrinhos, após os acontecimentos da trilogia original como hologramas e flashbacks. Em The Joiner King (2005), o primeiro livro da Trilogia Dark Nest, que se passa após os eventos da trilogia original, Luke Skywalker descobre um holograma gravado por R2-D2  em que vê Anakin Skywalker, ainda jovem e antes de se tornar o Lord Sith Darth Vader, informando a uma mulher (Padmé) sobre as visões que estava tendo em que via a sua morte no parto. Esta é a primeira vez que Luke vê sua mãe. Outro holograma de R2-D2 descoberto em seus arquivos mostrava uma conversa entre Padmé e Obi-Wan. Neste holograma, Luke e Leia ouvem o nome de sua mãe pela primeira vez. No último romance da trilogia, The Swarm War, Luke e Leia assistem em holograma a morte de sua mãe e o próprio nascimento. 